# 魯日蒙 (北卡羅萊納州)
魯日蒙（英語：Rougemont）是位於美國北卡羅萊納州達勒姆縣及珀森縣的普查規定居民點。

## 人口
根據2020年美國人口普查的數據，魯日蒙的面積為16.56平方千米，當中陸地面積為16.36平方千米，而水域面積為0.20平方千米。當地共有人口1001人，而人口密度為每平方千米60.45人。